# مقياس الجريان

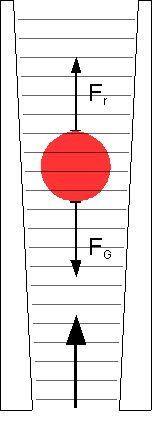
Rotameter outline

مقياس الجريان أو مقياس الجريان الدوار أو الروتاميتر (بالإنجليزية: Rotameter)‏ جهاز يستخدم لقياس معدل السريان ويتكون من أنبوبة رأسية مسلوبة شفافة بداخلها جسم عائم يتحرك في وضع رأسي ويتوقف ارتفاعه داخل الأنبوبة علي معدل السريان.

## القوى المؤثرة على الجسم العائم
- وزن الجسم لأسفل .
- قوة الطفو Buoyancy force تدفع الجسم لأعلى.
- قوة الإعاقة Drag force تنشأ نتيجة حركة السائل وتؤثر لأعلى.

يتم اختيار الجسم العائم بحيث تكون كثافته أعلى من كثافة المائع المراد قياس معدل سريانه لكي يظل الجسم العائم مستقرا في أسفل الأنبوبة في حالة توقف السريان.

## الاستخدام
مع بداية تدفق المائع تنشأ قوة الإعاقة وتزداد بزيادة سرعة المائع لتناسبها الطردي معه
يرتفع الجسم العائم لأعلي عندما يصبح مجموع قوتي الإعاقة والطفو أكبر من وزن الجسم
مع ثبات معدل السريان وحيث أن المائع يتحرك رأسيا في أنبوبة مسلوبة وبارتفاع الجسم لأعلى
تزداد المساحة الحلقية بين الجسم العائم والأنبوبة فتقل سرعة المائع وعليه تقل قوة الإعاقة
و يستقر الجسم عندما يصبح مجموع قوتي الإعاقة و الطفو مساوي لوزن الجسم
و بزيادة معدل السريان مرة أخرى يرتفع الجسم لأعلى.
يتناسب معدل السريان داخل الروتاميتر مع مربع المسافة الرأسية التي يتحركها المائع داخل الأنبوب الرأسي.

## المميزات
• لا يحتاج لمصدر طاقة خارجي.
• بسيط التركيب وسهل الاستخدام ورخيص الثمن.

## العيوب
• يجب أن يبقي الجهاز في وضع رأسي لتأثير قوة الجاذبية في القياس.
• لا يتم تصنيعه بأحجام أكبر من 150 مم .
• نتيجة لاعتماده علي المائع لرفع الجسم لأعلي فإنه يتأثر باختلاف خصائص المائع وبالذات الكثافة مع درجة الحرارة.
معدل إستهلاك الوقود